# Toja Ellison
Toja Ellison, née Černe le 4 juillet 1993 à Ljubljana, est une archère slovène en arc à poulies.

## Biographie
Toja Černe a pratiqué la gymnastique, le badminton et la danse en étant enfant. A l'âge de 12 ans elle passe plusieurs semaines à l’hôpital à cause de douleurs au dos, à la suite de cette maladie elle est forcée d'arrêter la gymnastique. Elle commence ensuite le tir à l'arc à l'âge de 13 ans.
En 2017 elle obtient son diplôme à la faculté des sports de Ljubljana.

## Palmarès
En 2017, elle remporte la médaille d'argent en individuel aux Jeux mondiaux à Wrocław en Pologne.
En 2019, elle participe aux Jeux européens à Minsk en Biélorussie, où elle remporte la médaille d'or en individuel dans la catégorie arc à poulies,.
En 2019, elle remporte également aux côtés de Staš Modic, une médaille d'argent en double mixte à la coupe du monde de Berlin.
En 2020, elle termine à la 14e place au Vegas Shoot qui se tient à Las Vegas aux États-Unis.

## Vie privée
En 2014 elle rencontre l'archer olympique Brady Ellison, qui devient son mari en avril 2016,. Le 29 mai 2020, ils annoncent qu'ils attendent leur premier enfant, un garçon, pour décembre 2020.